# Yacimiento de Filópodos

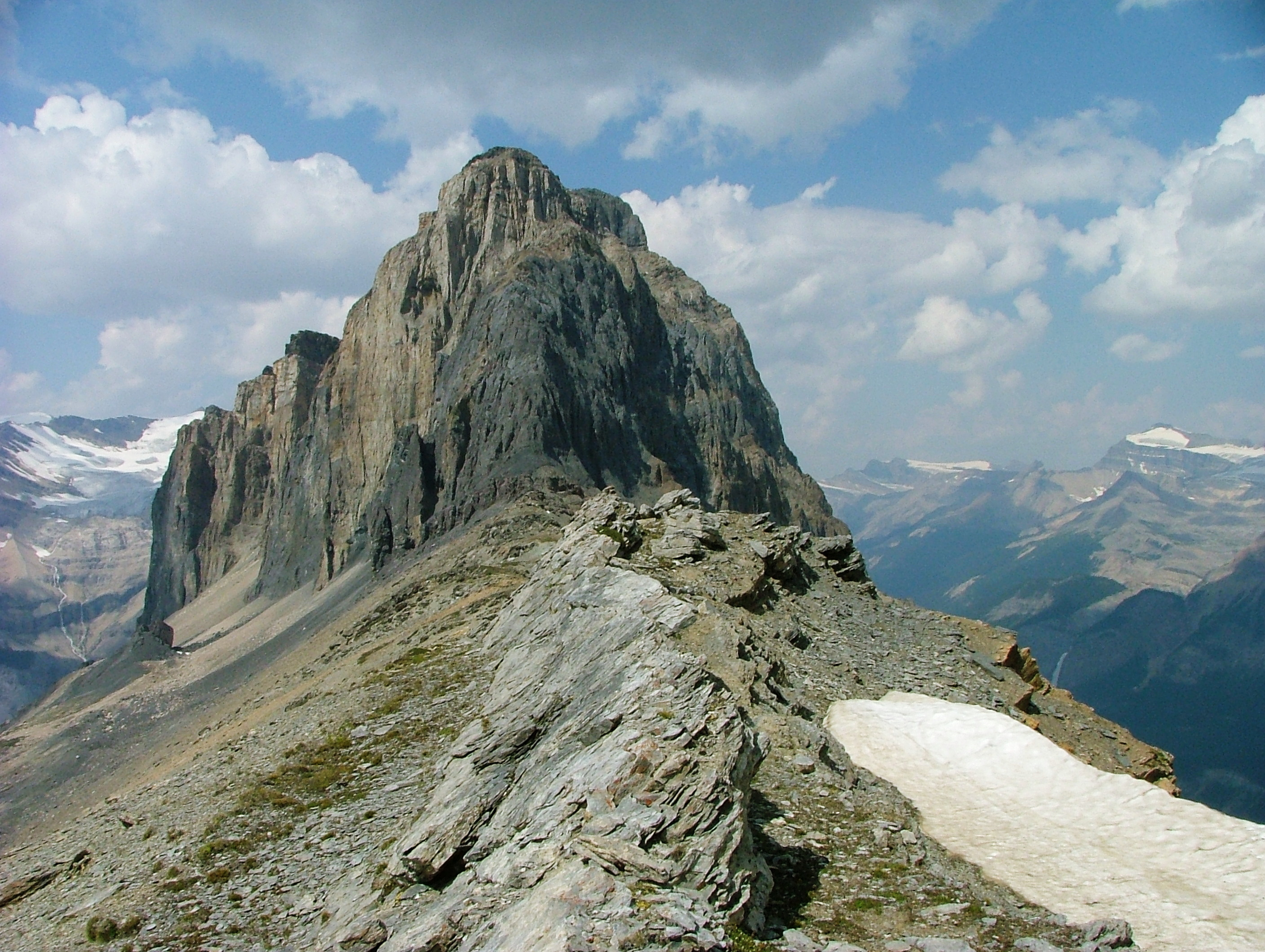
La Cresta Fósil constituye el telón de fondo del Lecho de Filópodos

El Yacimiento o Lecho de Filópodos (en inglés: Phyllopod bed), designado con el número de localidad 35k del USNM, es el miembro fosilífero más famoso del Lagerstätte esquisto de Burgess. Fue explorado y excavado por Charles Walcott entre 1911 y 1917 (y posteriormente llamado Cantera de Walcott), y fue la fuente del 95% de los fósiles que recogió durante este tiempo; decenas de miles de fósiles de cuerpo blando que representan más de 150 géneros han sido recuperados sólo del lecho de filópodos.

## Estratigrafía y localización
El lecho de filópodos es una capa de 2,31 m de espesor del Lecho de Filópodos Mayor, de 7 m de espesor, que se encuentra en la Cantera de Walcott, en la Cresta Fósil, entre la montaña Wapta y el monte Field, a una altitud de unos 2.300 metros, a unos 5 kilómetros al norte del poblado ferroviario de Field, Columbia Británica, en las Montañas Rocosas canadienses. Es adyacente al monte Burgess, donde Walcott descubrió por primera vez la formación del esquisto de Burgess.
Walcott dividió el lecho en doce unidades basándose en el tipo de roca y el contenido fósil. Ciertos lechos fósiles proporcionan niveles de referencia y pueden ser reconocidos por la superabundancia de un tipo particular de fósil: por ejemplo, la gran capa de Marrella y la gran capa de Eldonia.

## Historia

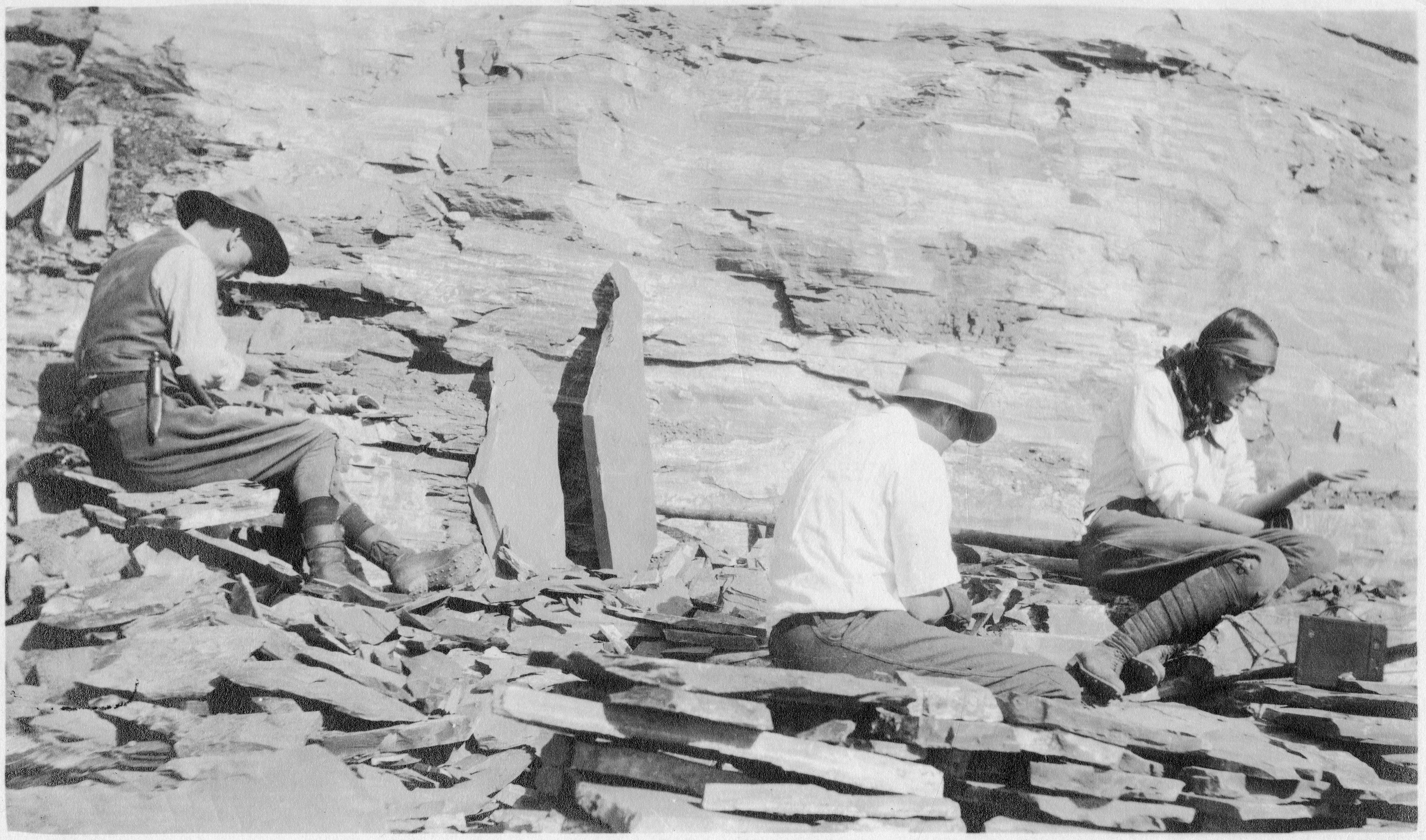
Walcott y su equipo recogiendo del lecho de filópodos, c. 1913

Después de localizar fósiles de cuerpo blando en fragmentos sueltos de roca en 1907, el lecho de filópodos fue localizado en una fuente para el origen de los fragmentos por los Walcott en 1910. Se realizaron extensas extracciones en temporadas de campo hasta 1913, y Walcott consideró que la tonelada de esquisto que recogió en su siguiente visita, en 1917, había agotado prácticamente el potencial productivo del lecho.

## Tafonomía
La mayoría de los organismos del Lecho de Filópodos habían sido transportados a distancias mínimas antes de ser enterrados, y se descompusieron en el lugar hasta que fueron enterrados (momento en el que se detuvo la descomposición y la desarticulación). La mineralización de los tejidos se produjo poco después. La comunidad de organismos conservados es una buena representación de la comunidad (preservable); los efectos de sesgo del promedio temporal y de la descomposición preferencial parecen ser mínimos. Se produjo una gran compactación tras la deposición de los fósiles.

## Sedimentación
La unidad se compone de fangolitas que se intercalan con areniscas más gruesas que a veces forman pequeños nódulos. Hay capas de turbiditas (muy raras), pero en general la unidad se depositó en grandes eventos que arrojaron decenas de centímetros de sedimento a la vez, ya que una corriente de densidad arrastró el lodo sobre el sitio, barriendo y sepultando cualquier organismo a su paso.

## Conservación
La conservación de los fósiles (y de sus medios de subsistencia previos al enterramiento) se vio probablemente facilitada por las esteras de la cianobacteria Morania, que sirvieron para aglutinar el sedimento y permitir la rápida formación de condiciones anóxicas.

## Estructura de la comunidad
El lecho de filópodos conserva una serie de organismos tanto de una rica comunidad bentónica (organismos que viven sobre y en el sedimento) como de representantes del necton. Están presentes muchos modos de alimentación y se puede inferir una compleja red alimentaria. Aunque están presentes algunos fósiles con conchas (y parecen ser típicos de cualquier conjunto de fósiles con conchas del Cámbrico), la mayoría de los fósiles (probablemente el 98% de lo que estaba vivo en el momento del enterramiento) no proceden de componentes biomineralizados.

### Icnofauna
Mientras que los icnofósiles son localmente abundantes en otras zonas del esquisto de Burgess, están casi completamente ausentes en el Lecho de Filópodos, quizás como resultado de la presencia de Morania.